# Noble-Contrée
Noble-Contrée é uma comuna da Suíça, situada no distrito de Sierre, no cantão de Valais. Tem 6,5 km² de área e sua população em 2018 foi estimada em 4.600 habitantes.
Foi criada em 1 de janeiro de 2021, a partir da fusão das antigas comunas de Miège, Venthône e Veyras.